# Zoop in Afrika

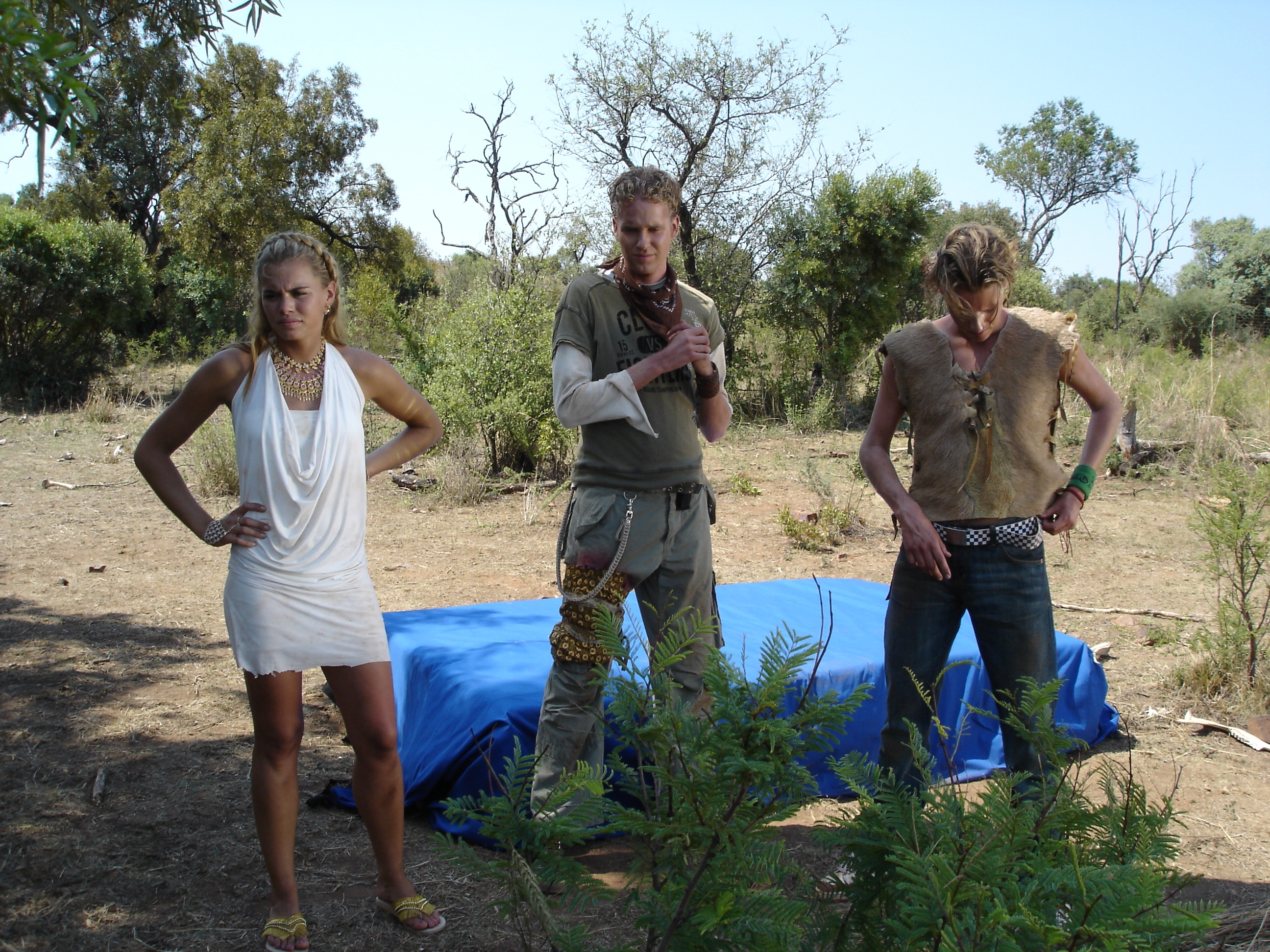
Foto tijdens de opnamen in Afrika

Zoop in Afrika is een Nederlandse jeugdfilm uit 2005, gebaseerd op de jeugdserie ZOOP, die te zien was op Nickelodeon. De film werd in twee maanden tijd opgenomen op meerdere locaties in Zuid-Afrika. De film werd bekroond met de status Gouden Film.
De film ging in première op 10 juli 2005 in het Tuschinski theater te Amsterdam. Op 10 november 2005 verscheen de film op dvd. Deze eerste film samen met de tweede film Zoop in India zijn aan totaal 44 landen, waaronder Argentinië, Brazilië, Chili, China, Colombia, Duitsland, Frankrijk, Mexico, Polen, Rusland en Turkije, doorverkocht.

## Verhaal
Acht dierenverzorgers in opleiding mogen voor een uitwisselingsproject naar Afrika om daar in een dierenpark hun kennis te vergroten.
Tijdens de vlucht naar de plek van bestemming stort hun vliegtuig neer, nadat deze bewust is gesaboteerd. De rangers overleven de crash en zijn in de Afrikaanse wildernis op elkaar aangewezen. Ze besluiten zich in twee groepen te splitsen om sneller gevonden te worden. Als Bionda ook nog eens verdwaalt, is de wanhoop nabij. Dan stuiten ze op een Afrikaanse stam die niet het beste met hen voor heeft en ontdekt de groep later wie hun vliegtuig bewust gesaboteerd heeft. Dit brengt hen in gevaarlijke situaties.

## Rolverdeling
| Acteur                 | Personage             |
| De Rangers             | De Rangers            |
| ---------------------- | --------------------- |
| Juliette van Ardenne   | Sira Schilt           |
| Vivienne van den Assem | Elise Pardoel         |
| Nicolette van Dam      | Bionda Kroonenberg    |
| Ewout Genemans         | Bastiaan van Diemen   |
| Jon Karthaus           | Moes Brinksma         |
| Sander Jan Klerk       | Aaron Zomerkamp       |
| Patrick Martens        | Mike Bosboom          |
| Monique van der Werff  | Taffie Arends         |
| Overig/bijrollen       |                       |
| Kim Boekhoorn          | Filo Schilt           |
| Sabine Koning          | Gaby Meerman Berenger |
| Ernst Löw              | Siegfried Schilt      |
| Pieternel Pouwels      | Maxime Schilt         |
| Raymi Sambo            | Bowey Berenger        |
| Sylvana Simons         | Safira                |
| Gys de Villiers        | Cornelis de Groot     |

## Prijzen
- De film won de Nickelodeon Kids' Choice Awards voor beste film, de Gouden Film en de prijs van Succes van het Nederlands Filmfonds.

## Trivia
- Ter promotie van de film deden de acteurs in 2005 een nationale tour langs verschillende bioscopen en signeersessies/evenementen door het hele land.
- Vanwege de populariteit van de film en de acteurs was er veel merchandising beschikbaar met de beeltenis van de acteurs erop: schoolartikelen, badartikelen, kleding, gezelschapsspellen, mokken, sleutelhangers, placemats, stickerboeken, posters enzovoorts.